# Vickie Guerrero
Vickie Lynn Benson z domu Lara (ur. 16 kwietnia 1968 w El Paso) – amerykańska menedżerka wrestlingu. Ostatnio pracowała dla All Elite Wrestling (AEW), występując pod pseudonimem ringowym Vickie Guerrero. Oprócz tego znana jest również ze swojej kadencji w federacji WWE.  

## Kariera menadżerki w wrestlingu

### WWE
Po raz pierwszy pojawiła się w charakterze postaci związanej z wrestlingiem w telewizji 2 maja 2004 roku w programie WWE z okazji uroczystości Dnia Matki. Została wówczas zaatakowana przez wrestlera JBL-a, który zaatakował również jej męża, popularnego wrestlera Eddiego Guerrero. Większą rolę odegrała w 2005 roku, kiedy jej mąż i Rey Mysterio rywalizowali o prawo do opieki nad dzieckiem Dominikiem Mysterio.
13 listopada Eddie Guerrero zmarł z powodu zawału serca. Jego żona Vickie Guerrero pozostała związana z WWE, gdzie pełniła rolę menadżerki. Pod jej opieką znajdowali się tacy wrestlerzy jak Chavo Guerrero, Edge, Big Show, Eric Escobar, LayCool, Aloisia, Kaitlyn, Dolph Ziggler, Raquel Diaz, Tyson Kidd i Jack Swagger. Oprócz tego odgrywała postać osoby zarządzającej. W kayfabe pełniła funkcję menadżera generalnego brandu SmackDown od 28 listopada 2007 do 6 kwietnia 2009, od 28 stycznia do 25 lutego 2011 i od 19 lipca 2013 do 23 czerwca 2014. Pełniła też w kayfabe funkcję menedżera brandu Raw 10 maja 2010 i kierownika zarządzania Raw od 22 października 2012 do 8 lipca 2013.
Z czasem wypracowała własny unikatowy gimmick. Zazwyczaj kreowała się na nieznośnego heela. Charakterystyczne dla niej było wykrzykiwanie słów Excuse Me! (pl Przepraszam w kontekście przerywania komuś, a nie wyrażania skruchy). Po jego śmierci Eddiego Guerrero przez pewien czas odgrywała żonę Edge'a.
Okazjonalnie też walczyła w ringu jako wrestler. 18 maja 2009 z pomocą Chavo Guerrero pokonała wrestlera Santino Marellę przebranego za kobietę w walce o tytuł Miss WrestleManii. Pojedynkowała się także z AJ Lee i Kaitlyn.
23 czerwca 2014 w odcinku Raw walczyła ze Stephanie McMahon. Zwycięstwo można było osiągnąć przez wrzucenie przeciwniczki do basenu, a przegrana Vickie Guerrero miała się wiązać z utratą pracy. Stephanie McMahon wygrała tę walkę. Później, rozmawiając w podcaście Madusy o kulisach swojej pracy, stwierdziła, że 5 kobiet z WWE wbiło jej nóż w plecy, jednak nie wyjaśniła o kogo konkretnie chodzi.
Powróciła do firmy na jednorazowy występ w inauguracyjnym, żeńskim Royal Rumble matchu na gali Royal Rumble, 28 stycznia 2018, zostając szybko wyeliminowana z rywalizacji.

### AEW
W grudniu 2019 wystąpiła w programie AEW Dark jako gościnna komentatorka, co jej zdaniem doprowadziło do zerwania z nią koneksji przez WWE. 15 lipca 2020 została menedżerką Nyli Rose. W 2021 roku jej klientem został też debiutujący Andrade El Idolo. 30 czerwca 2021 odbyła się pierwsza w AEW walka z jej udziałem. Był to Tag Team match, w którym ona i Nyla Rose zostały pokonane przez Dr. Britt Baker DMD i Rebel.

## Życie prywatne

### Rodzina
24 kwietnia 1990 poślubiła Eddiego Guerrero, członka rodziny Guerrero, którego wielu krewnych również zostało wrestlerami. Eddie Guerrero wyróżnił się wśród nich, zdobywając między innymi prestiżowe mistrzostwo WWE Championship. Vickie Guerrero pozostała jego żoną aż do jego śmierci 13 listopada 2005 roku. Razem mieli dwie córki: Shaul Marie (ur. 1990) i Sherilyn Amber (ur. 1995). Jest też macochą najmłodszej córki Eddiego Guerrero, Kaylie Marie Guerrero (ur. 2002)

### Edukacja i praca w służbie zdrowia
2 sierpnia 2014 ogłosiła, że dostała pracę w firmie farmaceutycznej. 4 października firma WWE ogłosiła, że Vickie Guerrero została objęta stypendium firmowym i studiuje naukę i administrację służby zdrowia na uniwersytecie Uniwersytecie Herzing. 20 lutego 2020 ogłosiła, że ukończyła uniwersytet.